# Цинцунцан
Цинцунцан (исп. Tzintzuntzan) — город в мексиканском штате Мичоакан. Находится на восточном берегу озера Пацкуаро, примерно в 15 км к северу от города Пацкуаро и примерно в 60 км к западу от столицы штата города Морелия, на высоте около 2050 м над уровнем моря. Является административным центром одноименного муниципатитета. Согласно переписи 2000 г., в городе проживало 3610 человек.

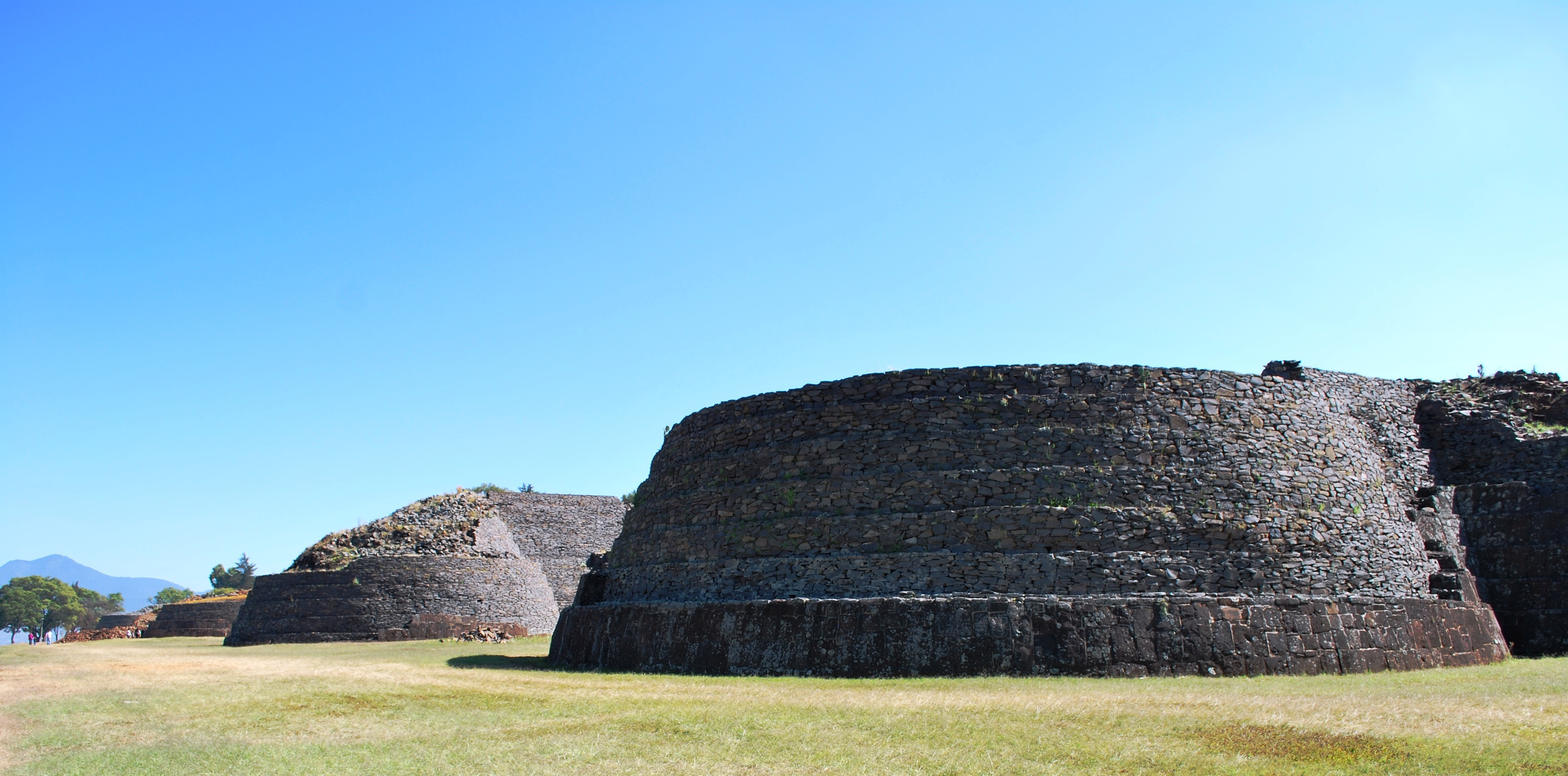
Цинцунцан. Пирамиды (якаты)

## Столица государства Тараско (Пурепеча)
Город в XIII веке основал народ пурепеча. В том же веке стал столицей (вместо близлежащего Иуацио) государства, известного среди историков как Тараско: официально оно называлось Цинцунцан. Название города означает «место <, где живут> колибри» на языке пурепеча.
Площадь доколумбова города Цинцунцан составляла около 7 км². В городе, расположенном на склоне выше современного города, обнаружены остатки ряда многоступенчатых пирамид, которые пурепеча использовали в ритуальных целях и называли «я́ката». Якаты Цинцунцана имеют различные формы: прямоугольные, овальные или круглые, Т-образные (эта форма пирамид характерна для государства Тараско). Население древнего города составляло от 25 до 35 тыс.человек.
Население всего бассейна озера Пацкуаро составляло от 60 до 100 тыс. Вокруг озера обнаружено 91 древнее поселение, из которых город Цинцунцан был самым крупным.
Цинцунцан оставался столицей пурепеча (Тараско) к моменту прибытия испанцев в 1522 г. Испанцы во главе с Нуньо де Гусманом, прибывшие в 1529 г., сожгли заживо правителя Тангахуана II и разрушили город с тем, чтобы использовать его камни для сооружения католических соборов и домов для испанской администрации, среди которых наиболее примечательным был сооружённый в XVI в. крупный монастырь Святой Анны. После поражения Нуньо де Гусмана и его отзыва в Испанию в регион был направлен Васко де Кирога, и Цинцунцан служил штаб-квартирой испанской администрации на данной территории до тех пор, пока резиденцию епископа не перенесли в Пацкуаро в 1540 г.

## Современный муниципалитет
Современный город Цинцунцан известен своим производством корзин и текстильным производством. Монастырь Святой Анны продолжает функционировать, в нём хранятся несколько реликвий, считающихся чудотворными. Считается, что на территории монастыря растут потомки первых оливковых деревьев в Америке.
Площадь муниципалитета Цинцунцан составляет 165 км². Помимо собственно города Цинцунцана, в муниципалитете имеются такие крупные населённые пункты, как Иуацио, Кукучучу и Лос-Корралес. В 1995 г. общее население муниципалитета составляло около 12500 человек, из которых 2550 говорили на индейских языках — в основном пурепеча и ишкатек).